# ХК Акрони Јесенице
ХК Акрони Јесенице био је словеначки хокејашки клуб из Јесеница. Утакмице као домаћин играо је у Леденој дворани Подмежакла, капацитета 5900 места. Клуб се такмичио у аустријској ЕБЕЛ лиги и Хокејашкој лиги Словеније.

## Историја
Акрони Јесенице су у много чему синоним за словеначки хокеј у целини. Клуб је у шездесет година постојања освојио чак тридесет и једну титулу. Из школе хокеја у Јесеницама изашло је много великих играча и репрезентативаца. Најпознатији су Руди Хити који је у примљен у Кућу славних међународног хокејашког савеза ИИХФ, и Анже Копитар, звезда НХЛ екипе Лос Анђелес кингса. Јесенице су прва страна екипа која је наступила у ЕБЕЛ лиги. У првој сезони 2006./07., „Железари“ су освојили пето место пропустивши плеј оф у последњем колу. У следеће две сезоне када у лигу улазе Олимпија и Алба волан, Јесеничани заузимају шеста места те испадају у четвртфиналу плеј офа. У сезони 2007/08. бољи је био Линц, а следеће године не премостива препрека је био Ред Бул Салзбург. У сезони 2009./10. Јесенице су имале разочаравајућу годину, као и други словеначки представник Олимпија. Обе словеначке екипе нису успеле да се пласирају у плеј оф, те су заузеле последње и претпоследње место на табели.
Јесенице су у сезони 2010/11 у ЕБЕЛ лиги заузеле последње десето место и другу годину за редом пропустили плеј оф. И сезону 2011/12 у ЕБЕЛ лиги, Јасенице су окончале на последњем месту. Та сезона је уједно и последња у историји клуба, јер је исте године угашен због нагомиланих дугова. 

## Трофеји
- Хокејашка лига Словеније:
  - Првак (9) : 1991./92., 1992./93., 1993./94., 2004./05., 2005./06., 2007./08., 2008./09., 2009./10., 2010/11.

- Прва лига Југославије:
  - Првак (23) : 1956./57., 1975./58., 1958./59., 1959./60., 1960./61., 1961./62., 1962./63., 1963./64., 1964./65., 1965./66., 1966./67., 1967./68., 1968./69., 1969./70., 1970./71., 1972./73., 1976./77., 1977./78., 1980./81., 1981./82., 1984./85., 1986./87., 1987./88.

- Куп Југославије:
  - Победник (8) : 1967, 1968, 1970, 1971, 1973, 1974, 1976, 1977

- Интерлига:
  - Победник (2) : 2005, 2006